# Sans-culottes

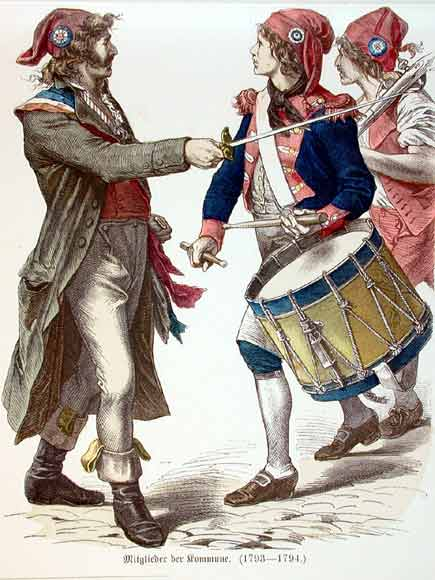
Sansculotter
Person till vänster iförd långbyxa
Person till höger med trumma iförd culotte

Sansculotter (efter franska sans-culottes, 'de utan knäbyxor'), var en term skapad av den franska adeln 1790–1792 för att beskriva den fattigare befolkningen i det tredje ståndet. Termen antas bygga på att den vanliga befolkningen bar långbyxor, och inte de chica knäbyxor som var på modet.
Termen kom i samband med franska revolutionen att beteckna i synnerhet arbetarklassradikalerna, men även de frivilliga i den dåligt utrustade och klädda revolutionära armén. Sans-culotterna kom vanligen från de fattigaste samhällsklasserna, eller var ledare för populasen, under Skräckväldet klädde sig dock även statstjänstemän och högutbildade som citoyens sans-culottes. 
Den typiska klädseln för en sans-culotte bestod av:
- långbyxor, i stället för överklassens culottes.
- carmagnole, en kort rock.
- den röda jakobinmössan.
- sabots, träskor av bondmodell.

Efter revolutionen sågs det som ett politiskt – reaktionärt, kontrarevolutionärt – ställningstagande att bära knäbyxor. De användes därför allt mindre och försvann till sist helt som manligt plagg.